# Малина
Малина je вишегодишња листопадна биљка, жбунастог или полужбунастог раста, са вишегодишњим кореном и са једногодишњим и дугим двогодишњим изданцима која припада породици ружа  (Rosaceae), роду Rubus и има више подрода.

## Дивље врсте и распрострањеност
Подрод Idaeobatus је распрострањен у целом свету и обухвата око 195 врста малине. У овом највећем подроду најважније су:
- Црвена малина (Rubus idaeus)
- Црна америчка (купинолика) малина (Rubus occidentalis)
- Пурпурна малина (Rubus neglectus)

Црвена малина обухвата две подврсте:
- Европска црвена малина (Rubus idaeus vulgatus Arrhen.)
- Америчка црвена малина (Rubus idaeus strigosus Micx.)

Малина се распростире у Азији, Северној и Јужној Америци, Европи, јужном делу Африке и Аустралији. Највише врста малине потичу из Азије а најмање из Европе.
Европска црвена малина (Rubus idaeus vulgatus Arrhen.) је жбун који расте у целој Европи и северозападном делу Азије чији су изданци углавном трновити а на којима се налазе непарноперасти листови са 3 или 5 лиски, јајастог облика. Цветови су двополни (хермафродитни) а тучкови су виши од прашника или једнаки са њим. Плод је тамноцрвен издуженог или лоптастог облика, који представља збир од 20 до 150 коштуница. У Европи је уведена де се на култивисани начин гаји почетком 17. века. У Србији се ова дивља малина може обично наћи на крчевинама, пожариштима, пропланцима и искрајцима букових и других шума, близу потока и речица, на надморској висини од 600 до 1.200 метара. Малина као биљка тражи доста светлости и влаге. Америчка црвена малина (Rubus idaeus strigosus Micx.) се распростире у северном и средњем делу Северне Америке и источној Азији. Плод ове малине је светлоцрвен и полулоптаст а биљке имају бројне жлездане длаке. За разлику од дивље европске отпорнија је према ниским температурама.
Црна америчка (купинолика) малина (Rubus occidentalis) се распростире у Северној Америци, и то у јужном делу Канаде и северном и средњем делу САД. Црна малина је вишегодишњи бујан жбун чији трновити изданци се лучно савијају и ожиљавају врхом. Једногодишњи изданци су зеленкасти или љубичасти а непарноперасти листови садрже 3 или 5 лиски. Цветови су двополни (хермафродитни) док су тучкови нижи од прашника или једнаки са њим. Плод је чврст, црн и полулоптаст који има збир од 40 до 80 коштуница. Пурпурна малина (Rubus neglectus) распрострањена је у Северној Америци и типичан је природни хибрид између америчке црвене малине и америчке црне малине. Изданци личе на америчку црну малину, који се савијају и ожиљавају врхом, а плод је тамноцрвен, пурпуран.

## Морфологија
Корен малине је основни вегетативни вишегодишњи орган који утврђује биљку и расте врхом у земљиште. Има улогу да из земљишта усисава воду и минералне растворе и да их спроводи у стабло. Служи за складиштење органских материја и за вегетативно размножавање. Главни корен малине се развија из коренка клице који је смештен у семеници. Главни корен убрзо ишчезава а његову улогу преузимају адвентивни корени који расту из подземног стабла. Коренов систем малине се простире до 50 цм дубине, који је способан да се дебља и образује годишње годове.
Стабло је основни вегетативни орган малине на коме су листови спирално распоређени а врхом неограничено расте током једне вегетативне сезоне. Стабло и лишће граде изданак који има два дела, надземни и подземни део. Надземни изданак живи скоро две године док је подземни вишегодишњи и на младим жилама црвене малине образује се већи број пупољака од којих постају млади изданци. На подземном делу изданка се током вегетативне сезоне развијају адвентивни корени. Млади једногодишњи надземни изданци, који су током пролећа избили на површину земљишта, носе крупне непарноперасте листове са 3 или 5 лиски. У пазуху листова једногодишњег изданка се развијају један или два бочна пупољка из који се развијају родне гранчице, које носе цветове и плодове. Једногодишњи изданци су различите дужине и њихова дужина зависи од сорте. Млади изданци имају трнове (емергенце). Ови изданци су зелене боје покривеним покоричним ткивом која на јесен пуца и замењује се новим покоричним ткивом који зависно од сорте је црвен, мркоцрвен и жут. Код двогодишњих надземних изданака срж је јако развијена. Током друге године из бочних пупољака развијају се родне гранчице које носе цветове и плодове. Највећи број и најкрупније плодови малине образују се на родним гранчицама на средњој трећини изданка, а понекад и на родним гранчицама доњег дела вршне трећине изданка. Резидба малине се мора подешавати тако да се сачува највећи број родних гранчица, а одстране само неродни врхови изданка.
Лист је основни вегетативни орган малине који се образује као израштај на стаблу и чије растење је ограничено. Лист је непарнопераст и састоји се од 3 до 5 јајастих лиски. У листу малине се врши фотосинтеза (синтеза органске материје), дисање (разграђивање органске материје) и транспирација (испаравање водене паре). Листови се развијају од лисних зачетака, који се потом раслојавају у лисну основу, лисну дршку и лиске. Лиска је најзначајнији део листа, као орган за фотосинтезу и транспирацију. Лице лиске је тамније зелено и налази се одозго, усмерено ка сунчевој светлости, а наличје светлије зелено и налази се одоздо.
На родним гранчицама, који се развијају на двогодишњим изданцима, образују се цветни пупољци, у септембру или октобру. Прво се образује најбрже термални цвет у цвасти а потом спорије остали цветови у виду неправилне спирале. Цветови малине су сакупљени у цвасти, који се образују у пазуху приперака на родној гранчици. Једнородне сорте малине почињу да цветају средином маја. Цвет малине је двополан (хермафродитан), који се састоји од чашице, крунице, прашника и тучкова. Чашица и круница граде цветни омотач. Прашници у чијим кесицама се образују поленова зрна граде прстен око тучкова. Тучкови се налазе на полулоптастој цветној ложи. Цветање малине траје нешто дуже - 20 до 25 дана.
Око сасушене цветне ложе налази се сакупљен велики број коштуница који чини збирни плод малине. Сам плод је изграђен од 20 до 160 појединачних коштуница, а свака коштуница настаје од једног оплодног листића. Након завршеног оплођавања, развићем семеног заметка, постаје семе, које садржи опну семењаче и клицу.

## Годишњи циклус малине
У току године малина пролази кроз више фенофаза, које се понављају сваке године:
- почетак растења и листања
- цветање
- опрашивање и оплођивање
- сазревање плодова
- образовање цветних пупољака
- зимско мировање

## Генетика и хемијски састав
Малине су искључиво диплоиди (2n = 2x = 14), наслеђивање је као и код других воћака хетерозиготно, а јављају се и облици интеракције гена и плејотрипије.
Тежина плода шумске малине креће се од 0,9 до 1,7 г, а плод код племените од 1,7 до 8,4 г. Малина је „медоносна биљка“ која код племените сорте садржи 77,4 - 90,9% воде, 9,1 - 22,6% укупне суве материје, 8,0 - 13,0% растворљиве суве материје. Укупних шећера има 3,4 - 6,9%, од чега је глукоза 1,1 -3,3%, фруктоза 1,3 - 3,4% и сахароза 0,1 - 2,0%. Највише има лимунске киселине, јабучне, па силицилне и мравље. Витамин „C“ је заступљен од 12,8 - 53,2 мг одсто, а „pH“ 2,95 - 3,52.

## Отпорност на болести
Отпорност показује према лисној ваши Amphorophora agathonica Hottes, која је вектор вируса мозаика црвене малине. Умерено је осетљив на проузроковаче сиве трулежи плода (Botrytis cinerea), а доста изражену осетљивост показује према прозроковачу увенућа пупољка и родних гранчица (Didymella applanata).

## Племените сорте

### Историја гајења малине
У античким временима малина је била позната у Европи код свих народа, чије су плодове брали по шумама и користили за јело и као лек. Први историјски записи о малини се везују у време Римског царства, где на почетку нове ере Плиније Старији наводи да малина обилно расте на планини Иди у Грчкој (у Малој Азији, недалеко од Троје), по којој је црвена малина и добила име (Rubus idaeus L.) Први писани податак који потиче из Русије, у време Јурија Владимировича - Дулгуског (1090—1157) оснивача Москве, наводи да у околини тог града постоје непроходни малињаци. Малина је први пут почела да се гаји у појединим вртовима у Енглеској 1548. године. Ова земља је у наредном периоду постала центар вртларства након чега су остали бројни писани подаци о малини. Лузон у књизи Нови воћњак и врт из 1618. објављује слику врта у коме се налази и малина. Перкинсон у књизи Рај у сунчаном земаљском рају из 1629. цело прво поглавље посвећује малини, а наводи и две врсте, црвену и белу. Ленгли у књизи из 1729. описује три врсте, белу, црвену и пурпурну, а до краја 18. века малина се спомиње у књигама код бројних аутора о вртовима. Лондонско хортикултурно друштво објављује Каталог воћака 1826. године које садржи 23 познате врсте. У Ист Молингу у Енглеској у 20. веку створене су многе сорте: молинг експлоит, молинг џул, молинг промис и др. У Северној Америци расадничар В. Принс из државе Њујорк помиње 1771. три сорте: белу, црвену енглеску и црвену америчку, а његов син В. Р. Принс, 1832, чак 18 сорти. Др В. Д. Брикле (1799—1863) створио је многе нове сорте малине, а Е. С. Фулер у својој књизи Јагодасто воће из 1867. године даје подстицај за стварање прерађивачке индустрије јагодастог воћа. У експерименталним центрима САД у 20. веку створене су многе сорте: виламет, кенби, септембер, микер, херитејџ, пјуалоп, маски и др. У Русији Цингер је објавио књигу Детаљно упутство о гајењу воћака у нашем северном климату 1803. године у Риги у којој спомиње малину, а потом 1829. објављује књигу у којој спомиње три сорте малине: велика црвена килска, велика жута малтиска и велика америчка. У 20. веку у Русији, створене су бројне нове сорте у Всејузном институту растениводства - ВИР.
У Србији малина је почела да се гаји 1880. године као украсна баштенска биљка. Робна производња малине у Србији почиње око 1920. године, када се одређују малинарска подручја Ваљева и Чачка за потребе локалног тржишта. На подручју Ваљева гајење малине је прво почело у рејону села Буковице и Златарића, а плод малине се користио за слатко, сируп и пулпу. Водећа сорта у овом крају у првом периоду била ваљевска (марлборо), да би је замениле молинг промис и молинг експлоит, а крајем 20. и почетком 21. века водећа сорта је виламет. На северним падинама планине Јелице, у подручју Чачка, водећа сорта у првом периоду постаје јеличка, да би је заменила ваљевска, а потом молинг промис и молинг експлоит, а крајем 20. века водећа сорта постаје виламет. У Србији, у другој половини 20. века, Институт за воћарство у Чачку допринео је увођењу нових и квалитетних сорти малине, а стручњаци из овог института су створили три нове сорте црвене малине: градину, крупну двородну и подгорину. Крајем 20. века водећи малинарски крајеви су:
- Ваљевски - Подгорина и Поцерина;
- Шабачки - Крупањ, Лозница и Бајина Башта;
- Косјерићки - правац Повлен – Варда;
- Пожешки - околина Пожеге;
- Ариљски - околина Ариља;
- Ивањички - Ивањица, Каона, Котража и Гуча;
- Чачански - Чачак и Каблар са околином;
- Краљевички - Краљево и Драгачево са околином;
- Лесковачки - брдско-планински крај.

### Најзначајније племените сорте
Од 17. века до данас у свету је створено више од 1000 сорти црвене, црне и пурпурне малине. Једне од најзначајнијих економских племенитих сорти малине су:
- Молинг експлоит (Malling Exploit) је створен укрштањем 1937. године од родитеља њуборга X Seedling 30/8. Селекционар др Н. Х. Груб из Ист Молинга у Великој Британији.
- Молинг промис (Malling Promise) је створен укрштањем 1937. године од родитеља њуборга X Seedling 30/8. Селекционар др Н. Х. Груб из Ист Молинга у Великој Британији.
- Виламет (Willamette) је створен укрштањем 1942. од родитеља њуборг X лојд џорџ. Селекционар др Г. Ф. Валдо са Универзитета у Корвалису, Орегон, САД.
- Градина је створена укрштањем 1962. од родитеља молинг експлоит X рубин. Селекционари др П. Д. Мишић, инж. В. Ж. Бугарчић и др М. Б. Тешић из Института за воћарство у Чачку, Србија (тада у СФРЈ)
- Микер
- Полка
- Полана

### Избор земљишта, садница и технологија гајења
У Србији племените сорте најбоље успевају од 400 до 800 метара надморске висине. Малина као вишегодишња култура остаје на једном месту више од 10 година зато је важно да се изабере погодно место за садњу. Малина се најбоље гаји на месту које је благо нагнуто, добро осветљено и које није изложено јаким ветровима, на равном тлу садња малине се врши издузањем на гредице (леје). Место за садњу се бира и на основу могућности наводњавања засада, поготово у нижим пределима који имају мање падавина, јер малина је биљка која тражи влагу. Препоручује се да место за подизање новог малињака буде довољно удаљено од других малињака због опасности од ширења болести из старих заражених засада. Најбоље земљиште за гајење малине су гајњаче, потом шумске крчевине и речни наноси (алувијуми). Малини највише одговара земљиште чији је pH око 6. Због тога пре садње треба извршити анализу земљишта. Избор сорте малине за садњу се не врши на основу нападних реклама у писаним и електронским медијима већ на основу заступљености одређене сорте у малинарском подручју. У Србији је на почетку 21. века најзаступљенија сорта, око 90 одсто, виламет. По питању садног материјала, на почетку 21. века, у Србији влада општи јавашлук због чега треба бити нарочито опрезан. Избор садница, попут избора места и земљишта за садњу, је од прворазредног значаја. Саднице се поручују од одговорног правног лица са сертификатом, добром репутацијом и традицијом у производњи садница из посебних матичњака малине, који су подигнути од сортног и здравог исходног материјала. Садни материјал мора бити изузетног квалитета и мора поседовати атест којим се гарантује сортна чистоћа и потпуна здравствена исправност садница, јер код легалне установе која производи садни материјал, сортност исходног материјала утврђују помолози на основу одговарајућих испитивања а здравствено стање исходног материјала утврђују фитопатолози одговарајућим тестирањем.
- „„Малина – практични приручник“ Мр Небојша Величковић” (PDF). Архивирано из оригинала 13. 04. 2016. г.

## Употреба
Плодови малине су слаткокисели, врло укусни, ароматични и лако сварљиви. Малина је десертно воће, а плод се може користити у свежем или смрзнутом стању, као и за прераду: сок, сируп, вино, природни ликер, компот, слатко, џем, мармеладу, сладолед, кандирано воће, малину у праху и пулпу.
Лист се практично користи само у народној медицини за испирање усне дупље код упале њене слузокоже, код упале ждрела и код пролива. Улази у састав многобројних мешавина за лечење обољења кардио-васкуларног, желудачно-цревног система, менструалних и хормонских поремећаја и авитаминоза. Такође улази у састав мешавина за пролећно чишћење крви. Лист малине може да замени неке чајеве, као што су индијски, грузијски и руски.
У многим земљама се плод користи у научној медицини као средство за избацивање течности, код пролива и екцема. Екстракт из плода делује против вируса. Поред тога он активира панкреас на лучење инсулина па тиме снижава шећер у крви. Користи се и у прехрамбеној индустрији.
У последње време се истражује деловање малине на малигне ћелије. Установљено је да елагинска киселина, које има доста у малинама, спречава умножавање ћелија рака. Превентивно и сузбијајуће дејство има и плод и чај од лишћа малине (и другог јагодичастог воћа: јагоде, купине и др.). У терапији малигних обољења малине нису лек и не могу да га замене, али су добра заштита од тих болести.

## Галерија
- Коктел од малине.
- Џем од малине.
- Колач од малине.
- Колач.
- Десерт од малине.
- Десерт.

## Производња
По агенцији УН за исхрану и пољопривреду Фао Србија је једна од водећих светских произвођача малина.
| Производња у тонама - подаци 2010-2011:                          | Производња у тонама - подаци 2010-2011: | Производња у тонама - подаци 2010-2011: | Производња у тонама - подаци 2010-2011: | Производња у тонама - подаци 2010-2011: |
| држава                                                           | 2010                                    | 2010                                    | 2011                                    | 2011                                    |
| ---------------------------------------------------------------- | --------------------------------------- | --------------------------------------- | --------------------------------------- | --------------------------------------- |
| Русија                                                           | 125,000                                 | 27%                                     | 140,000                                 | 26%                                     |
| Пољска                                                           | 92,864                                  | 20%                                     | 117,995                                 | 22%                                     |
| Србија                                                           | 83,870                                  | 18%                                     | 89,602                                  | 16%                                     |
| САД                                                              | 36,741                                  | 8%                                      | 48,948                                  | 9%                                      |
| Украјина                                                         | 25,700                                  | 5%                                      | 28,100                                  | 5%                                      |
| Мексико                                                          | 14,343                                  | 3%                                      | 21,468                                  | 4%                                      |
| Уједињено Краљевство                                             | 17,000                                  | 4%                                      | 16,761                                  | 3%                                      |
| Канада                                                           | 11,864                                  | 3%                                      | 12,285                                  | 2%                                      |
| Азербејџан                                                       | 10,100                                  | 2%                                      | 11,000                                  | 2%                                      |
| Шпанија                                                          | 9,226                                   | 2%                                      | 9,559                                   | 2%                                      |
| укупно                                                           | 471,322                                 | 100%                                    | 543,421                                 | 100%                                    |
| Извор: УН ФАО статистикаT Архивирано на веб-сајту (19. јун 2012) |                                         |                                         |                                         |                                         |